# Гевелтон (Нью-Йорк)
Гевелтон (англ. Heuvelton) — селище (англ. village) в США, в окрузі Сент-Лоуренс штату Нью-Йорк. Населення — 722 особи (2020).

## Географія
Гевелтон розташований за координатами 44°37′2″ пн. ш. 75°24′15″ зх. д. / 44.61722° пн. ш. 75.40417° зх. д. (44.617085, -75.404171).  За даними Бюро перепису населення США в 2010 році селище мало площу 2,25 км², з яких 1,97 км² — суходіл та 0,28 км² — водойми.

## Демографія
Згідно з переписом 2010 року, у селищі мешкало 714 осіб у 306 домогосподарствах у складі 194 родин. Густота населення становила 318 осіб/км².  Було 321 помешкання (143/км²).
Расовий склад населення:
| - 98,7 % — білих - 0,4 % — корінних американців - 0,1 % — вихідців з тихоокеанських островів - 0,1 % — чорних або афроамериканців - 0,1 % — азіатів |

До двох чи більше рас належало 0,4 %. Частка іспаномовних становила 0,3 % від усіх жителів.
За віковим діапазоном населення розподілялося таким чином: 23,1 % — особи молодші 18 років, 63,2 % — особи у віці 18—64 років, 13,7 % — особи у віці 65 років та старші. Медіана віку мешканця становила 40,9 року. На 100 осіб жіночої статі у селищі припадало 84,0 чоловіків;  на 100 жінок у віці від 18 років та старших — 83,0 чоловіків також старших 18 років.
Середній дохід на одне домашнє господарство  становив 60 543 долари США (медіана — 54 500), а середній дохід на одну сім'ю — 70 898 доларів (медіана — 66 250). Медіана доходів становила 50 000 доларів для чоловіків та 36 510 доларів для жінок. За межею бідності перебувало 5,0 % осіб, у тому числі 2,6 % дітей у віці до 18 років та 10,2 % осіб у віці 65 років та старших.
Цивільне працевлаштоване населення становило 388 осіб. Основні галузі зайнятості: освіта, охорона здоров'я та соціальна допомога — 37,6 %, роздрібна торгівля — 16,0 %, мистецтво, розваги та відпочинок — 9,8 %, публічна адміністрація — 9,5 %.